# Slavko Tuta
Venceslav Slavko Tuta (Tolmino, 1908 – Monfalcone, 1980) è stato un economista, pubblicista e antifascista sloveno.

## Biografia

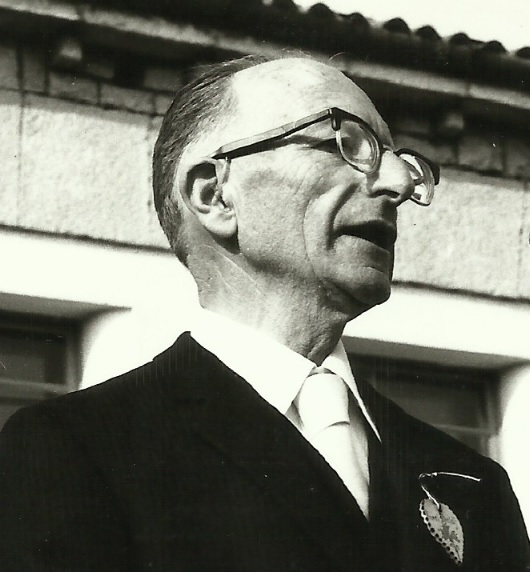
Slavko Tuta durante la cerimonia di intitolazione della scuola elementare di Sistiana (Trieste) a Karel Štrekelj

Nato a Tolmino,  tra il 1915 e il 1917 visse a Cerkno, dove la sua famiglia si rifugiò a causa del fronte sull'Isonzo. Nel 1923, fu tra i co-fondatori dell'associazione studentesca di Tolmino (Dijaška zveza) e suo segretario fino all'anno successivo, quando le autorità fasciste la sciolsero. Tuta fu arrestato per la prima volta nel 1928 con l'accusa di aver collaborato all'incendio doloso dell'asilo a Tolmino, ma fu rilasciato pochi giorni dopo per mancanza di prove. Fu arrestato di nuovo alla fine dello stesso anno a causa del tricolore sloveno esposto sul castello di Tolmino in segno di protesta nel giorno dei festeggiamenti della vittoria italiana il 4 novembre. In assenza di prove, Tuta fu assolto, ma fu poi condannato a due mesi di prigione per possesso di 25 copie del libro di grammatica slovena Prvi koraki (Primi passi). Mentre scontava la pena, il 10 dicembre 1938, la Commissione provinciale per la Provincia di Gorizia lo condannò a tre anni di confino e fu trasportato sull'isola di Lipari. Lì conobbe nomi importanti dell'antifascismo italiano: i fratelli Rosselli, Nitti, Testa, Lussu, Parri ed altri. In quel periodo strinse una profonda amicizia con il triestino Dorče Sardoč anche lui confinato che, insieme a Parri, lo aiutò a portare a termine gli studi della scuola superiore. Tornato a Trieste fu promosso all'esame di maturità e si iscrisse alla facoltà di Economia all'Università di Trieste che concluse nel 1936 con una tesi di laurea su Il commercio internazionale dei semi oleosi.. Nonostante i risultati eccellenti non fu promosso col massimo dei voti perché si rifiutò di iscriversi al Gruppo Universitario Fascista. In quel periodo cominciò a collaborare con l'organizzazione antifascista slovena del Litorale TIGR. Il 10 giugno 1940, all'inizio della Seconda Guerra Mondiale fu arrestato e mandato al confino in Manfredonia (Foggia). A dicembre fu trasferito nelle carceri di Capodistria e poi a Trieste. Nel dicembre del 1941 fu uno dei 60 esponenti dell'antifascismo sloveno ad essere processati dal Tribunale Speciale  al cosiddetto Secondo processo di Trieste. Per lui fu richiesta la pena di morte, ma gli venne poi comminata la pena di 30 anni di reclusione. Scontò la pena a Castelfranco Emilia e nel 1943 fu trasferito dai tedeschi a Trieste. Uscì dal carcere nel 1944 con una forma grave di tubercolosi polmonare. Fu nuovamente arrestato nel maggio del 1945 dai partigiani jugoslavi a seguito di una falsa testimonianza di un comunista di Poljubin (Slovenia) e rinchiuso nei carceri di Lubiana. Fu rilasciato senza processo il 20 marzo 1946 a condizione di non lasciare la città di Lubiana. Riuscì a tornare dalla sua famiglia a Tolmino nel dicembre 1946. Nel 1944 sposò Marica Šorli (anche lei antifascista, sorella della poetessa Ljubka Šorli) ed ebbero due figli, Igor (1945) e Vera (1947). Nel 1947 cominciò a lavorare alla stazione radio slovena di Trieste (Radio Trst II) come giornalista. Divenne responsabile dei programmi e lo rimase fino al pensionamento nel 1968. Dal 1950 visse con la famiglia a Sistiana (Trieste). Negli ultimi anni pubblicò numerosi articoli, molti dei quali sul tema dell'alpinismo, una delle sue passioni principali. Tuta era un gran amatore delle montagne, una passione che condivise con l'amico Julius Kugy. Nel 1979 fu uno dei promotori dell'iniziativa di intitolare la scuola elementare con lingua d'insegnamento slovena di Sistiana al linguista Karel Štrekelj.
Morì il 29 febbraio del 1980 a Monfalcone.

## Opere
- Cena za svobodo, 1999, a cura di Igor Tuta, pubblicato da Goriška Mohorjeva družba.
- Dr. Karel Štrekelj : ob poimenovanju slovenske osnovne šole v Sesljanu, 1979

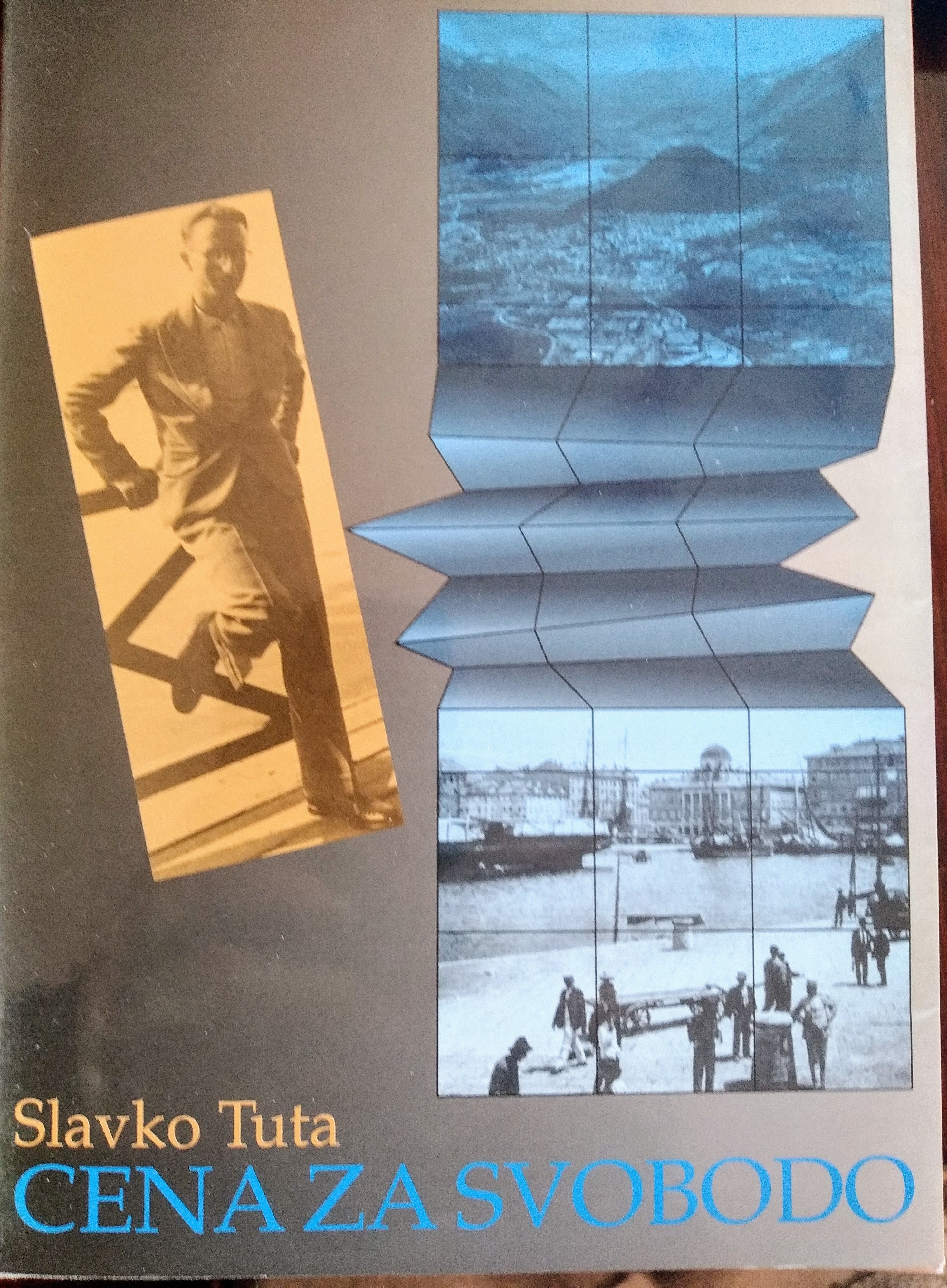
Copertina del libro Cena za svobodo di Slavko Tuta

## Citazioni
"Nell'autunno 1927, libri slavi, presi nel saccheggiato Club sloveno di S. Giovanni di Guardiella e portati in processione per le vie di Trieste, furono bruciati sulle piazze dai fascisti.[...] Nel 1927 e '28, venti casi di diffusione di libri slavi furono portati dinanzi ai tribunali nei distretti sloveni di Tolmino, Comeno, Aidussina e Castelnuovo d'Istria. Gli imputati furono condannati a multe fino a 400 lire, ed uno di essi fu tenuto in prigione per due mesi. Quest'ultimo, Slavko Tuta di Tolmino, era colpevole di detenere numerose copie di Prvi koraki, libretto per la prima elementare, pubblicato due anni prima col consenso delle autorità fasciste. [...] Dopo che egli ebbe scontato la pena, la Corte di Appello lo assolse per mancanza di prove, ma la Commissione provinciale lo confinò per tre anni all'isola di Lipari. [...] Durante il novembre e dicembre del 1928, i carabinieri del distretto di Gorizia perquisirono le case private e confiscarono più di 15.000 libri slavi." Citazione da Gaetano Salvemini, Il fascismo e il martirio delle minoranze, op. cit., pag 40.